# Guala (nome)
Guala  è un nome proprio di persona italiano maschile e femminile.

## Origine e diffusione
Nome di scarsissima diffusione, ricordato principalmente per il beato così chiamato.
Etimologicamente, si tratta di un nome germanico, per la precisione longobardo, basato sull'elemento valah (o wala, "forestiero", "straniero", "viaggiatore"), contenuto anche nei nomi Gualfredo e Valerico.
È usato anche come cognome, attestato principalmente in Piemonte.

## Onomastico
L'onomastico si festeggia il 3 settembre in memoria del beato Guala de Roniis, monaco domenicano e vescovo di Brescia.

## Persone

### Maschile
- Guala, vescovo cattolico italiano
- Guala Bicchieri, cardinale e diplomatico italiano
- Guala de Roniis, vescovo cattolico italiano